# Coefficient de Clebsch-Gordan
En physique, les coefficients de Clebsch-Gordan sont des nombres qui apparaissent lors de l'étude des couplages de moment angulaire soumis aux lois de la mécanique quantique. Ils portent le nom des mathématiciens allemands Alfred Clebsch (1833-1872) et Paul Gordan (1837-1912), qui rencontrèrent un problème similaire en théorie des invariants.
En théorie des représentations, notamment des groupes de Lie compacts, ces coefficients sont utilisés pour effectuer la décomposition en somme directe du produit tensoriel de deux représentations irréductibles.
On peut définir les coefficients de Clebsch-Gordan associés au groupe SO(3) d'une manière plus directe, comme produit d'harmoniques sphériques. L'addition de spins en mécanique quantique se comprend par cette approche. Dans cet article, on utilisera la notation bra-ket de Dirac.

## Notations préliminaires

### Opérateurs de moment angulaire
Les opérateurs de moment angulaire sont les opérateurs hermitiens {\displaystyle j_{1},j_{2}} et {\displaystyle j_{3}} qui vérifient les relations suivantes :
{\displaystyle \left[j_{k},j_{l}\right]=ih/(2\pi )\sum _{m=1}^{3}\varepsilon _{klm}j_{m}\,}
avec {\displaystyle \varepsilon _{klm}} le symbole de Levi-Civita. Ces trois termes peuvent être considérés comme les composantes d'un opérateur vectoriel {\displaystyle \mathbf {j} }. Le carré de la norme de {\displaystyle \mathbf {j} } est défini par :
{\displaystyle \mathbf {j} ^{2}=j_{1}^{2}+j_{2}^{2}+j_{3}^{2}}
On définit également les opérateurs {\displaystyle (j_{+})} et {\displaystyle (j_{-})} par :
{\displaystyle j_{\pm }=j_{1}\pm ij_{2}.\,}

### États de moment angulaire
On peut montrer que {\displaystyle \mathbf {j} ^{2}} commute avec {\displaystyle j_{1},j_{2}} et {\displaystyle j_{3}} :
{\displaystyle \left[\mathbf {j} ^{2},j_{k}\right]=0} avec k = 1,2,3.
Lorsque deux opérateurs hermitiens commutent, ils possèdent un ensemble commun de fonctions propres. Par convention, on choisit {\displaystyle \mathbf {j} ^{2}} et {\displaystyle j_{3}}. D'après les relations de commutation, on détermine les valeurs propres :
{\displaystyle {\begin{alignedat}{2}\mathbf {j} ^{2}|jm\rangle =j\left(j+1\right)|jm\rangle &\;\;\;j=0,1/2,1,3/2,2,\ldots \\j_{3}|jm\rangle =m|jm\rangle &\;\;\;m=-j,-j+1,\ldots ,j.\end{alignedat}}}
Les opérateurs {\displaystyle (j_{+})} et {\displaystyle (j_{-})} changent la valeur de {\displaystyle m} :
{\displaystyle j_{\pm }|jm\rangle =C_{\pm }\left(j,m\right)|jm\pm 1\rangle }
avec
{\displaystyle C_{\pm }\left(j,m\right)={\sqrt {j\left(j+1\right)-m\left(m\pm 1\right)}}={\sqrt {\left(j\mp m\right)\left(j\pm m+1\right)}}.}
Un facteur de déphasage (complexe) peut être ajouté à la définition de {\displaystyle C_{\pm }\left(j,m\right)}. Les états de moment angulaire doivent être orthogonaux — car leurs valeurs propres sont distinctes — et sont supposés normalisés :
{\displaystyle \langle j_{1}m_{1}|j_{2}m_{2}\rangle =\delta _{j_{1},j_{2}}\delta _{m_{1},m_{2}}.}

## Définition et propriétés

### Définition
Les états de moment angulaire peuvent être développés en les supposant non-couplés :
{\displaystyle |\left(j_{1}j_{2}\right)JM\rangle =\sum _{m_{1}=-j_{1}}^{j_{1}}\sum _{m_{2}=-j_{2}}^{j_{2}}|j_{1}m_{1}j_{2}m_{2}\rangle \langle j_{1}m_{1}j_{2}m_{2}|JM\rangle }
Les coefficients qui apparaissent dans le développement, notés {\displaystyle \langle j_{1}m_{1}j_{2}m_{2}|JM\rangle }, sont les coefficients de Clebsch-Gordan.
En appliquant l'opérateur :
{\displaystyle J_{3}=j_{3}\otimes 1+1\otimes j_{3}}
des deux côtés de l'égalité, on montre que les coefficients de Clebsch-Gordan peuvent ne pas être nuls seulement lorsque :
{\displaystyle M=m_{1}+m_{2}.\,}

### Relations d'orthogonalité
On peut introduire la notation alternative, mais équivalente, suivante :
{\displaystyle \langle JM|j_{1}m_{1}j_{2}m_{2}\rangle \equiv \langle j_{1}m_{1}j_{2}m_{2}|JM\rangle }
Il est alors possible d'établir deux relations d'orthogonalité :
{\displaystyle \sum _{J=|j_{1}-j_{2}|}^{j_{1}+j_{2}}\sum _{M=-J}^{J}\langle j_{1}m_{1}j_{2}m_{2}|JM\rangle \langle JM|j_{1}m_{1}'j_{2}m_{2}'\rangle =\delta _{m_{1},m_{1}'}\delta _{m_{2},m_{2}'}}
{\displaystyle \sum _{m_{1}m_{2}}\langle JM|j_{1}m_{1}j_{2}m_{2}\rangle \langle j_{1}m_{1}j_{2}m_{2}|J'M'\rangle =\delta _{J,J'}\delta _{M,M'}}

### Propriétés de symétrie
La relation de symétrie suivante est toujours valable :
{\displaystyle \langle j_{1}m_{1}j_{2}m_{2}|JM\rangle =\left(-1\right)^{j_{1}+j_{2}-J}\langle j_{1}{-m_{1}}j_{2}{-m_{2}}|J{-M}\rangle =\left(-1\right)^{j_{1}+j_{2}-J}\langle j_{2}m_{2}j_{1}m_{1}|JM\rangle .}

## Lien avec les symboles 3—jm
Les coefficients de Clebsch-Gordan sont reliés aux symboles 3-jm, qui sont plus agréables à manipuler du fait de symétries plus simples. Cette relation s'exprime par l'équation suivante :
{\displaystyle \langle j_{1}m_{1}j_{2}m_{2}|j_{3}m_{3}\rangle =\left(-1\right)^{j_{1}-j_{2}+m_{3}}{\sqrt {2j_{3}+1}}{\begin{pmatrix}j_{1}&j_{2}&j_{3}\\m_{1}&m_{2}&-m_{3}\end{pmatrix}}.}

## Coefficients de Clebsch-Gordan du groupe SU(N)
L'algèbre des opérateurs de moment angulaire correspond à l'algèbre SU(2) en mathématique. On peut généraliser les nombres quantiques du moment angulaire à SU(N), l'algèbre de Lie du groupe spécial unitaire. Par exemple, c'est le cas en chromodynamique quantique. Pour coupler deux tels états quantiques, il faut les coefficients de Clebsch-Gordan de SU(N), qui ne sont pas connus en général. Cependant, des algorithmes produisant ces coefficients sont disponibles. Un site web pour calculer les coefficients de Clebsch-Gordan pour SU(N) fournit des tableaux explicites des coefficients.